# Pedro Aibar Jiménez
Pedro Aibar Jiménez – hiszpański malarz barokowy, był bliskim przyjacielem malarza Claudia Coello.